# Prometopidia
Prometopidia là một chi bướm đêm thuộc họ Geometridae.